# Parambos
Parambos is een plaats (freguesia) in de Portugese gemeente Carrazeda de Ansiães en telt 314 inwoners (2001).